# Białka (powiat krasnostawski)
Białka – wieś w Polsce położona w województwie lubelskim, w powiecie krasnostawskim, w gminie Krasnystaw. Leży w głębokiej i szerokiej dolinie rzeki Żółkiewki.
Przez miejscowość przebiega droga wojewódzka nr 842.
Wieś starostwa krasnostawskiego w 1570 roku. W latach 1975–1998 miejscowość należała administracyjnie do województwa chełmskiego.
Wieś stanowi sołectwo gminy Krasnystaw. Według Narodowego Spisu Powszechnego (III 2011 r.) wieś liczyła 435 mieszkańców.
Wierni Kościoła rzymskokatolickiego należą do parafii św. Franciszka Ksawerego w Krasnymstawie.

## Zabytki architektury
Zespół malowniczych budynków mieszkalnych i gospodarczych, wzniesionych w latach 1928-1930 z białego kamienia. Mieści się tu Stado Ogierów Białka Sp. z o.o., państwowa hodowla ogierów, specjalizująca się m.in. w hodowli koni arabskich. Od 2003 w skład stada wchodzi Stado Ogierów Klikowa z Tarnowa. W skład stadniny wchodzi dawne dworskie założenie parkowe z dworem z drugiej połowy XIX wieku, budynkami gospodarczymi i czworakami. Park zajmuje powierzchnię 9,5 ha.
Siedzibę w Białce ma Polski Związek Hodowców Koni Małopolskich.